# Вице-президент Замбии
Ви́це-президе́нт Респу́блики За́мбия (англ. Vice-President of the Republic of Zambia) — второе по значимости должностное лицо в исполнительной власти Замбии. Вице-президент замещает президента в случае невозможности исполнения последним его обязанностей. По конституции, в случае смерти или отставки президента (или наступления иных обстоятельств, делающих невозможным исполнения им своих обязанностей), вице-президент становится исполняющим обязанности президента, при этом выборы для замещения поста президента должны быть организованы в течение 90 дней.
Каждый кандидат в президенты должен объявить баллотируемого с ним совместным списком кандидата на пост вице-президента. Вице-президент возглавляет канцелярию вице-президента, «правительственное министерство».
В списке принято выделение двух периодов существования поста вице-президента.

## Первый период (1964—1973)
Впервые пост вице-президента был установлен после провозглашения независимости Замбии в 1964 году и назначался президентом. В 1972 году в стране была введена и до проведения первых многопартийных выборов 1991 года существовала однопартийная система, лидер правящей Объединённой партии национальной независимости Кеннет Каунда избирался на безальтернативной основе; в августе 1973 года пост вице-президента был упразднён.
|                | Портрет | Имя                                                                 | Начало полномочий | Окончание полномочий | Партия                                         | Президент                     |
| -------------- | ------- | ------------------------------------------------------------------- | ----------------- | -------------------- | ---------------------------------------------- | ----------------------------- |
| 1              |         | Рубен Читандика Каманга (1929—1996) англ. Reuben Chitandika Kamanga | октябрь 1964      | октябрь 1967         | Объединённая партия национальной независимости | Кеннет Дейвид Бучайзья Каунда |
| 2              |         | Саймон Мванса Капвепве (1922—1980) англ. Simon Mwansa Kapwepwe      | октябрь 1967      | октябрь 1970         | Объединённая партия национальной независимости | Кеннет Дейвид Бучайзья Каунда |
| 3              |         | Менза Матиас Чона (1930—2001) англ. Mainza Mathias Chona            | октябрь 1970      | август 1973          | Объединённая партия национальной независимости | Кеннет Дейвид Бучайзья Каунда |
| пост упразднён |         |                                                                     |                   |                      |                                                |                               |

## Второй период (с 1991)
Вновь пост вице-президента был установлен после восстановления в 1991 году многопартийной системы. В настоящее время вице-президент избирается одновременно с президентом страны.
|    | Портрет               | Имя                                                              | Начало полномочий | Окончание полномочий | Партия                                     | Президент                   |
| -- | --------------------- | ---------------------------------------------------------------- | ----------------- | -------------------- | ------------------------------------------ | --------------------------- |
| 4  |                       | Леви Патрик Мванаваса (1948—2008) англ. Levy Patrick Mwanawasa   | ноябрь 1992       | июнь 1994            | Движение за многопартийную демократию      | Фредерик Якоб Тайтус Чилуба |
| 5  |                       | бригадный генерал Годфри Миянда (1944—) англ. Godfrey Miyanda    | июнь 1994         | декабрь 1997         | Движение за многопартийную демократию      | Фредерик Якоб Тайтус Чилуба |
| 6  |                       | генерал-лейтенант Кристон Тембо (1944—2009) англ. Christon Tembo | декабрь 1997      | апрель 2001          | Движение за многопартийную демократию      | Фредерик Якоб Тайтус Чилуба |
| 7  |                       | Энох Кавинделе (1950—) англ. Enoch Kavindele                     | апрель 2001       | май 2003             | Движение за многопартийную демократию      | Фредерик Якоб Тайтус Чилуба |
| 7  | Леви Патрик Мванаваса | Энох Кавинделе (1950—) англ. Enoch Kavindele                     | апрель 2001       | май 2003             | Движение за многопартийную демократию      |                             |
| 8  |                       | Неверс Мумба (1960—) англ. Nevers Mumba                          | май 2003          | октябрь 2004         | Движение за многопартийную демократию      |                             |
| 9  |                       | Лупандо Мвапе (1950—2019) англ. Lupando Mwape                    | октябрь 2004      | сентябрь 2006        | Движение за многопартийную демократию      |                             |
| 10 |                       | Рупия Бвезани Банда (1937—2022) англ. Rupiah Bwezani Banda       | 9 октября 2006    | 2 ноября 2008        | Движение за многопартийную демократию      |                             |
| 11 |                       | Джордж Кунда (1956—2012) англ. George Kunda                      | 2 ноября 2008     | 23 сентября 2011     | Движение за многопартийную демократию      | Рупия Бвезани Банда         |
| 12 |                       | Гай Линдси Скотт (1944—) англ. Guy Lindsay Scott                 | 23 сентября 2011  | 28 октября 2014      | Патриотический фронт                       | Майкл Чилуфья Сата          |
| 13 |                       | Инонге Мутуква Вина (1941—) англ. Inonge Mutukwa Wina            | 26 января 2015    | 24 августа 2021      | Патриотический фронт                       | Эдгар Чагва Лунгу           |
| 14 |                       | Мутале Налуманго (1955—) англ. Mutale Nalumango                  | 24 августа 2021   | действующий          | Объединённая партия национального развития | Хакаинде Хичилема           |